# Мосси, Хафса
Хафса Мосси (рунди и фр. Hafsa Mossi; 1964,  Макамба, Бурунди -  13 июля 2016, Бужумбура) — бурундийский политический и государственный деятель, журналистка.

## Биография
Представитель народности хуту. Образование получила в Lycée de Buye и L'athénée de Rubanga, по специальности гуманитарные науки в 1984 году. С 1984 по 1987 год изучала журналистику в университете Бурунди.
Начала свою карьеру в журналистике в 1987 году на государственном теле-радиовещателе Бурунди, с 1990 по 1993 год возглавляла отдел суахили на Channel for Africa в Южной Африке. С 1993 по 1997 год работала внештатным журналистом в Южноафриканской радиовещательной корпорации, BBC и Deutsche Welle. В 1998 году переехала в Лондон, где работала журналистом и продюсером службы суахили на BBC. В середине 2000-х годов вернулась в Бурунди.
Была членом правящей политической партии «Национальный совет обороны демократии — Силы обороны демократии» президента Пьера Нкурунзиза.
Член Совета министров Нкурунзизы. Занимала пост министра информации, связи, с 2005 по 2007 год была
пресс-секретарём правительства, а также министром региональной интеграции (с 2009 по 2011 год).
В 2012 году избрана в объединённый восточноафриканский парламент (EALA), представляя Бурунди. Была  избрана Председателем Совета Восточноафриканского сообщества.
13 июля 2016 г. во время попытки военного переворота в Бурунди была застрелена двумя неизвестными мужчинами, скрывшимися на машине.